# Kosta Kujundžić
Kosta Kujundžić (Livno, 2. svibnja 1847. - Livno, 8. srpnja 1925.), srpski političar iz Bosne i Hercegovine.

Trgovac po zanimanju, jedan od pionira uvođenja školskog obrazovanja među pravoslavnim stanovništvom u Bosni i Hercegovini. Bio je direktor Srpske pravoslavne škole u Livnu te je upravljao gradnjom nove školske zgrade u kojoj je smještena današnja livanjska gimnazija.

Od 1896. stajao je na čelu pokreta koji se borio za uspostavu crkvene i obrazovne autonomije Srba u Bosni i Hercegovini. Politički se angažira kao oštar kritičar austrijske aneksije Bosne i Hercegovine. Od 1908. predsjednik je Srpske narodne organizacije. Bio je zastupnik u prvom bosanskohercegovačkom Saboru 1910., te narodni predstavnik u Beogradu 1919. Iz političkog života povukao se 1920. godine.

Njegov sin Bogoljub Kujundžić bio je ministar u više vlada međuratne Jugoslavije i Nedićeve Srbije.